# Visnye
Visnye ist eine ungarische Gemeinde im Kreis Kaposvár im Komitat Somogy. Die Gemeinde besteht aus mehreren Siedlungen, zu denen Hárserdőtelep, Kápolnásvisnye, Nyugatikápolnáshegy, Pacsérvisnye und Visnyeszéplak gehören. Es wird angenommen, dass sich der Name des Ortes von dem slawischen Wort višnja ableitet, das Kirsche oder Kirschbaum bedeutet.

## Geografische Lage
Visnye liegt gut 20 Kilometer südwestlich der Kreisstadt Kaposvár und südwestlich des Landschaftsschutzgebiets Zselic. Nachbargemeinden sind Hedrehely im Westen und Vásárosbéc im Osten.

## Geschichte
Die Umgebung des Ortes ist schon seit der Römerzeit für ihren Weinbau bekannt. Vom Mittelalter bis heute bestand Visnye immer aus mehreren Siedlungen. Im 15. Jahrhundert wurde der Ort im Steuerregister schriftlich unter dem Namen Wysnuye als Teil von Hedrehely aufgeführt. Zur Zeit der ungarischen Revolution 1848/1849 waren die Wälder der Umgebung Rückzugsgebiet und Versteck für die Aufständischen. In der zweiten Hälfte des 20. Jahrhunderts nahm die Bevölkerung der Siedlungsgruppe stark ab. Mittlerweile nimmt die Einwohnerzahl der Gemeinde wieder zu. Wirtschaftlich spielt die ökologische Landwirtschaft und die Imkerei eine bedeutende Rolle.

## Sehenswürdigkeiten
- Reformierte Kirche, erbaut 1856, der Turm wurde 1881 hinzugefügt
- Römisch-katholische Kapelle mit separatem Glockenturm aus Holz

## Verkehr
Visnye ist nur über die Nebenstraße Nr. 66151 zu erreichen. Es bestehen Busverbindungen nach Hencse, Kadarkút sowie nach Kaposvár, wo sich der nächstgelegene Bahnhof befindet.